# IJsselbrug (Deventer)
De IJsselbrug is een brug over de IJssel bij Deventer waarover de A1 loopt.
De brug is op 21 november 1972, tegelijk met de A1 tussen knooppunt Beekbergen en Markelo, opengesteld voor het verkeer. Hiermee nam de brug de taak over van de Wilhelminabrug die enkele honderden meters ten noorden van de IJsselbrug ligt. Sinds de opening is het verkeer gegroeid, naar ongeveer 103.800 voertuigen dagelijks in 2016, waarvan 27.000 vrachtwagens. Over de brug lagen sinds de bouw twee rijstroken en een vluchtstrook. Door het toenemende verkeer is in 2006 tussen knooppunt Beekbergen en Deventer een plusstrook aangelegd. Ondanks dat begon de brug weer een knelpunt te worden en is de rijbaan in 2020 verbreed naar 2x4 rijstroken. Hiervoor is echter de vluchtstrook wel opgeofferd en de plusstrook een volwaardige rijstrook geworden.
Verder ligt er bij Deventer ook nog een spoorbrug over de IJssel.